# Aglaia heterotricha
Aglaia heterotricha är en tvåhjärtbladig växtart som beskrevs av Albert Charles Smith. Aglaia heterotricha ingår i släktet Aglaia och familjen Meliaceae. Inga underarter finns listade i Catalogue of Life.